# 杨家泉遗址
杨家泉遗址，位于中国青海省民和县转导乡杨家泉村，为青海省市县级文物保护单位，公布日期为1987年4月16日，类型为古遗址。
杨家泉遗址的历史年代为辛店文化、唐汪式。